# Южноамериканская лисица
Южноамериканская лисица, или аргентинская серая лисица, или серый зорро (лат. Lycalopex grisea), — один из видов южноамериканских лисиц. Местным испаноязычным населением именуется чилла (исп. chilla).

## Ареал и среда обитания
Этот вид проживает на юге южноамериканского континента. Географически он распространён на обоих склонах Кордильеры Анд и в основном сосредоточен в Аргентине и Чили с 17º ю. ш. до 54º ю. ш. (Огненная Земля). В Аргентине проживает в полупустынных западных районах. Утверждается, что южноамериканская лисица встречается и в Перу, но в этой стране проживает андская лисица (Lycalopex culpaeus).
Южноамериканская лисица проживает в различной местности, как в жарких зарослях кустарника Аргентины, так и в холодных степях Патагонии и южных чилийских лесах.

## Таксономия
Классификация южноамериканских лисиц дискуссионна. Некоторые исследования свидетельствуют в пользу того, что южноамериканская лисица (L. griseua) и парагвайская лисица (L. gymnocerca) не два вида, а один, представляющий вариации; если это утверждение верно, то, возможно, следует считать его как один вид — Lycalopex gymnocerca.